# Ясинський Михайло Ілліч
Михайло Ілліч Ясинський (21 листопада 1889, Київ — 12 травня 1967) — бібліограф,фондознавець, історик і книгознавець.

## Біографія
Народився в сім'ї учителя. Закінчив Київський Університет (1914).
З 1919 по 1923 рік працював помічником бібліотекаря, потім завідувачем бібліотеки Кам'янець-Подільського університету. Брав участь у роботі бібліографічного гуртка, організованого М. Плевако при цьому університеті.
Повернувшись до Києва, з 1923 до 1933 р., він — співробітник Всенародної Бібліотеки України (ВБУ). Був призначений завідувачем відділу «Україніки». Цю посаду він займав понад 10 років. З ВБУ пов'язаний найінтенсивніший період бібліотечно-бібліографічної діяльності Михайла Ілліча, зокрема щодо поповнення і бібліографічної обробки «Україніки», складання покажчиків як першого, так і другого ступеня, розробки різних питань історії, теорії та методики бібліографії, особливо репертуару української книжки.
На початку 30-х років необґрунтованій критиці були піддані ВБУ, УНІК та інші установи, а також їх окремі співробітники. Несправедливі звинувачення робилися і на адресу Ясинського. На довгі роки він змушений був відійти від бібліографічної діяльності. Працював електормонтером на Київській АТС, економістом на плодокомбінаті.
Тільки у 1946 р. Михайло Ілліч повернувся до своєї улюбленої справи, влаштувавшись на роботу до Наукової бібліотеки Київського університету, де працював до 1962 року завідувачем бібліографічного відділу, головним бібліографом. Потім він працював бібліографом у Київському педагогічному інституті іноземних мов. Тут в основному займався організаційною роботою і довідково-бібліографічним обслуговуванням студентів і викладачів.
З 1955 р. до 1960 р. Михайло Ілліч працював бібліографом у Держполітвидаві УРСР. А з організацією Української Радянської Енциклопедії (УРЕ) до 1965 р. — часу виходу на пенсію — на запрошення головного редактора УРЕ академіка М. Бажана він співробітничав разом з Ю. Меженком, Ф. Сараною та іншими у редакції бібліографії з бібліографічного забезпечення видань УРЕ. Показником титанічної роботи, яку проводила невелика група бібліографів є те, що 30 тис. бібліографічних записів подано у 17-томному (першому) виданні УРЕ. І це лише третина переглянутого і попередньо опрацьованого ними бібліографічного матеріалу.
У 1964 р. Головна редакція УРЕ відзначила 75-річчя від дня народження бібліографа. На вечорі виступив М. Бажан. Він відмітив плідну діяльність М. Ясинського в розвитку вітчизняної культури, у створенні Української радянської енциклопедії.
В останні роки свого життя, будучи вже на пенсії, Михайло Ілліч виявляв особливий інтерес до вивчення життя і діяльність М. Комарова.

## Перший історик української бібліографії
М.Ясинський поклав початок синтетичному вивченню історії української бібліографії, надрукувавши статтю «Головні моменти з історії української бібліографії» за дорученням ВБУ, яка висвітлення історії української бібліографії розглядала як першочергове завдання. Першу спробу поширити організацію бібліографії в Україні було зроблене лише у XX ст., коли у 1909 р. Наукове товариство ім. Т.Шевченка у Львові, створивши у своєму складі спеціальну Бібліографічну комісію, доручило їй розробляти українську бібліографію, залучивши до цієї роботи бібліографів усієї України. М. Ясинський, зокрема, досліджує діяльність Одеського бібліографічного товариства при Одеському університеті, Головної книжкової палати в Києві та в її складі Українського бібліографічного інституту, Української книжкової палати в Харкові, УНІК та ін.
Особлива увага у статті звертається на організацію бібліографії в Західній Україні.
Крім праць з історії української бібліографії узагальнюючого характеру, М.Ясинський вивчав діяльність окремих її представників. У рік смерті відомого західноукраїнського бібліографа І.Калиновича він написав статтю про цього вченого.
Проте чи не найбільше М.Ясинського цікавила постать видатного бібліографа другої половини XIX — початку XX ст. М.Комарова, який своїм «Бібліографічним покажчиком нової української літератури» документально розбив горезвісний наказ царського міністра Валуєва про заборону української мови і літератури. У 1929 р. вийшла перша стаття М.Ясинського «До характеристики М. Ф. Комарова як бібліографа», у 1965 р. друга — «Михайло Комаров: З минулого української бібліографії».
Праці М.Ясинського лягли в основу монографії І.Корнейчика з історії української бібліографії, підручника «Українська радянська бібліографія» та ін. Автор праці «Шевченківська бібліографія та її завдвння», надрукованної 1930 року.   
Не обминав Ясинський своєю увагою і бібліотекознавство. Він був членом редколегії бібліотечних журналів, опублікував ряд статей, присвячених бібліотечній статистиці, організації фондів і, перш за все, українознавчих та краєзнавчих, удосконаленню роботи бібліотек, розробці книгознавчої термінології, організації архіву української книги.
Займався і педагогічною роботою. Ще у 1923 році передав для опублікування Кам'янецькому політосвіткому рукопис «Короткий підручник для упорядкування й ведення селянських бібліотек». Викладав на курсах при ВБУ теорію бібліографії, історію української і російської бібліографії, керував аспірантами ВБУ, був членом педагогічної ради, складав програми бібліографічних дисциплін тощо.